# Luigi Facta
(Intercalare tipico di Luigi Facta)
Luigi Facta (Pinerolo, 13 settembre 1861 – Pinerolo, 5 novembre 1930) è stato un politico e avvocato italiano.

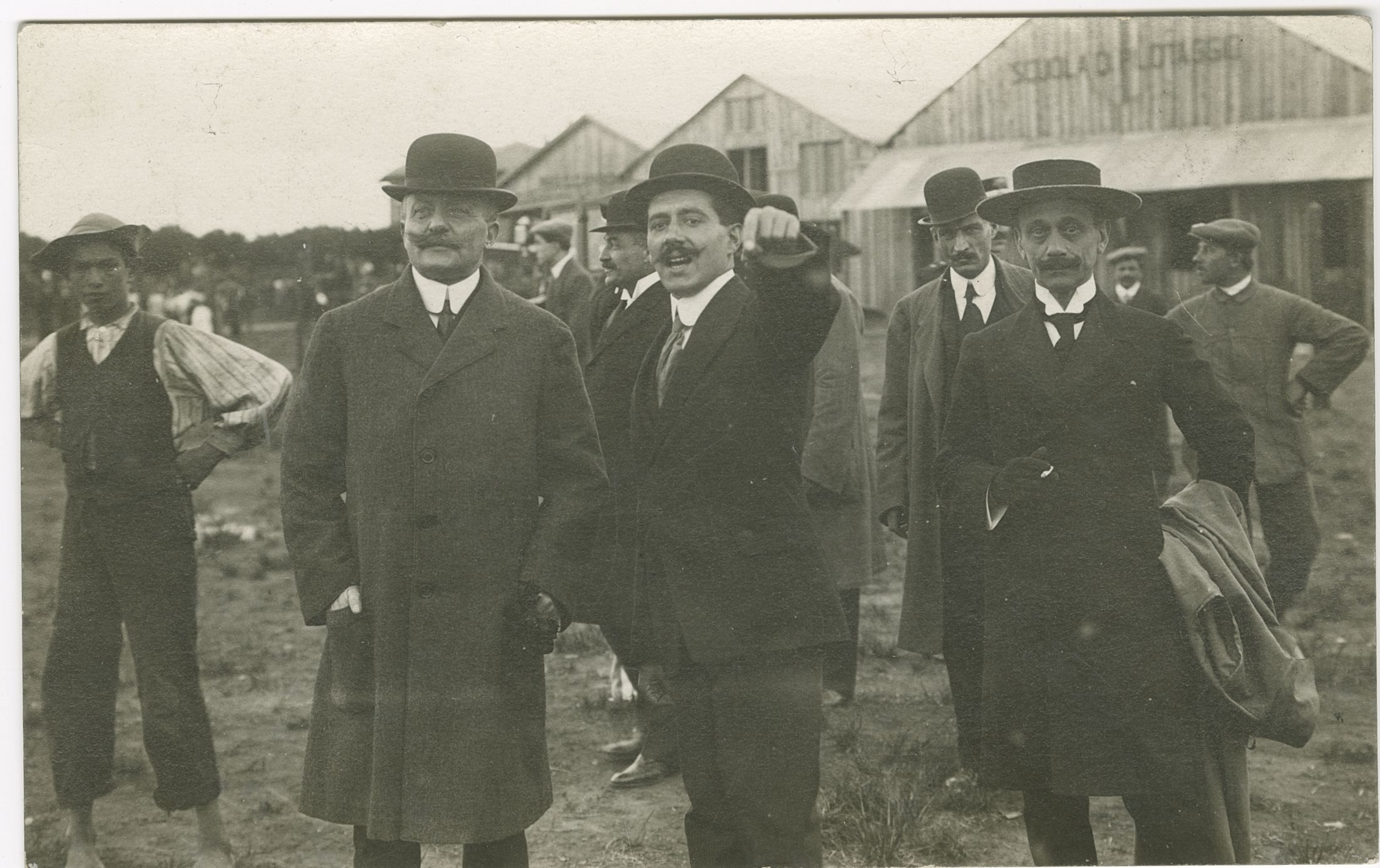
Luigi Facta (a sinistra) con Gianni Caproni (al centro) nel 1910

È particolarmente noto per aver svolto per ultimo l'incarico di Presidente del Consiglio dei ministri prima del governo Mussolini.

## Biografia

### Giovinezza e carriera da avvocato
Figlio di Vincenzo Facta, avvocato e procuratore legale, e di Margherita Falconetto, trascorse gran parte della sua giovinezza studiando: riuscì a laurearsi in giurisprudenza presso l'Università degli Studi di Torino a soli diciotto anni, divenne avvocato nello studio legale ed entrò in politica nel 1884, venendo eletto consigliere comunale di Pinerolo, comune di cui fu successivamente sindaco.

### Carriera politica
Nel 1892 divenne deputato nel collegio della sua città natale, dove fu puntualmente rieletto nel corso dei successivi trent'anni.
Giolittiano, membro del Partito Liberale, si autodefiniva "giolittiano dalla personalità sbiadita". Nel corso della sua carriera, che lo condusse anche a lavorare saltuariamente come giornalista, ebbe numerosi incarichi politici: fu sottosegretario alla giustizia (1903-1905) e all'interno (1906-1909), per poi divenire ministro delle finanze dal 1910 al 1914.
Allo scoppio della prima guerra mondiale sostenne le idee dei neutralisti, ma si schierò con le necessità nazionali dopo l'entrata del Paese nel conflitto. Dopo la morte in guerra del figlio Giovanni, soldato pilota della 10ª Squadriglia da bombardamento "Caproni" abbattuto il 29 giugno 1916, affermò di esser fiero di aver consegnato l'esistenza del ragazzo alla Patria. 
Nel dopoguerra continuò la sua ascesa e venne nominato dapprima ministro della giustizia nel governo Orlando (1919) e successivamente ancora ministro delle finanze nel quinto esecutivo guidato da Giolitti (1920 - 1921).

### Presidente del Consiglio dei ministri
Il re Vittorio Emanuele III lo nominò presidente del Consiglio dei ministri il 26 febbraio 1922 (Governo Facta I). Facta (che occupò ad interim anche il ruolo di ministro dell'interno) fu sfiduciato a luglio, ma il re, non riuscendo a trovare nessuno disposto a formare un nuovo governo, rinviò Facta alla Camera, che votò la fiducia il 1º agosto (Governo Facta II). Facta conservò tale incarico fino al 27 ottobre dello stesso anno. Quando seppe che i fascisti avrebbero organizzato una marcia su Roma, fu dapprima indeciso sul da farsi e successivamente propose al re di promulgare lo stato d'assedio, senza però ottenere la firma del sovrano.

### Dimissioni dopo la marcia su Roma
Facta non volle mai rivelare a nessuno che cosa fosse successo la notte in cui il re si rifiutò di firmare lo stato d'assedio: l'indomani, lui e il governo rassegnarono le dimissioni e Vittorio Emanuele III fece telegrafare a Mussolini che si trovava a Milano di recarsi immediatamente a Roma per formare il nuovo governo. Facta non si oppose al regime e nel novembre votò la fiducia al Governo Mussolini. Nel 1924 fu nominato senatore del Regno. 
Morì a Pinerolo il 5 novembre 1930.